# Black Lake (Míchigan)
El Black Lake (Lago Negro en español) está situado entre los condados de Cheboygan y Presque Isle al norte de Míchigan, en los Estados Unidos. Con una superficie de 10,130 acres (41.0 km²) es el séptimo lago interior más grande de Míchigan. A su vez es el cuerpo de agua más grande en la cuenca del río Black, y desagua en los ríos Lower Black y Cheboygan hasta llegar al lago Hurón. El Lago Negro es un destino de veraneo para muchas familias del área suburbana de Detroit y de otros estados, así como para los residentes del pueblo vecino de Onaway
Onaway State Park, en el extremo sureste del lago, ofrece la posibilidad de pescar, acampar, y nadar. Sus edificios, que se construyeron durante la Gran  Depresión han sido considerados por el Cuerpo Civil de Conservación para formar parte del Registro Nacional de Lugares Históricos.
Entre las empresas situadas junto al lago, o en sus cercanías se incluyen una Marina, el restaurante "The Bluffs" y el "211 Outpost". Desde finales de la década de  1960 el sindicato United Auto Workers ha mantenido el Centro de Educación Walter y May Ruether.
El lago posee una inusual temporada de pesca, limitada a la pesca de esturión de lago a través del hielo, en el invierno, permitiéndose la captura de únicamente seis peces en total cada año. Se escogen veinticinco pescadores por sorteo cada día y se les da una bandera para izar cuando pescan. Cuando se han levantado cinco banderas se da por terminada la temporada de pesca por ese año. En ocasiones la temporada  ha durado tan solo unas pocas horas.

## Historia
- Las primeras explotaciones fueron de minería y madera. Todavía son visibles los restos de una cantera de piedra caliza abandonada hace mucho tiempo en la orillas sur del Lago Negro.
- La  Asociación del Black Lake fue fundada en 1920. Está dedicada a mantener la calidad del lago; a promocionar sus luciopercas y su pesca del esturión; a informar a sus miembros sobre cuestiones ambientales de su interés, sobre su propiedad, y sobre el lago mismo; y a mantener un registro de las estadísticas vitales del lago.
- Durante el 17 de octubre de 2007, el Lago Negro fue afectado por un tornado de categoría EF1, que permaneció 10 minutos en la zona. No se registraron muertes, pero un granero y algunas tierras fueron arrasadas.